# Leśna
Leśna, tyska: Marklissa, är en stad i sydvästra Polen, belägen i distriktet Powiat lubański i Nedre Schlesiens vojvodskap. Tätorten hade 4 650 invånare i juni 2014 och utgör centralort i en stads- och landskommun med totalt 10 454 invånare samma år.

## Geografi
Leśna ligger i norra utkanten av Jizerbergen, med den historiska stadskärnan på floden Kwisas södra strand. Floden rinner in i staden österifrån, genom den stora Leśnakraftverksdammen, och vänder här norrut. Väster om staden flyter den mindre bifloden Miłoszowski Potok. Några kilometer söder om staden löper nationsgränsen mot Tjeckien, med gränsövergångar i riktning mot staden Frýdlant v Čechách och orten Jindřichovice pod Smrkem.

## Historia
Staden grundades i Queiskreis i östra delen av landskapet Oberlausitz under andra halvan av 1200-talet, och omnämns första gången 1329 under det tyska namnet Lissa. Staden kom att lyda under kungariket Böhmen i mitten av 1300-talet. 
Den ursprungliga staden och stadskyrkan låg i trakten av den nuvarande byn Smolnik, men staden förstördes i husiterkrigen och kom att flyttas till den högre belägna nuvarande platsen. Genom staden passerade handelsleden mellan södra Tyskland och Schlesien.
År 1574 omnämns staden första gången under den modernare tyska namnformen Marklissa. Genom Pragfreden 1635 kom staden att tillfalla kurfurstendömet Sachsen. Efter Wienkongressen 1815 blev staden del av kungadömet Preussen som del av Regierungsbezirk Liegnitz i provinsen Schlesien. Staden fick en omfattande textilindustri under 1800-talet.
År 1905 färdigställdes den stora kraftverksdammen i floden Kwisa (Queis) nära staden. Vid andra världskrigets slut 1945 tillföll staden Polen och är sedan dess känd under den polska namnformen Leśna. Den tyska befolkningen tvångsförflyttades och ersattes under de följande åren av inflyttade polska bosättare och flyktingar från de tidigare polska områdena öster om Curzonlinjen.  På grund av den låga befolkningen efter kriget förlorade staden sina stadsrättigheter, men återfick dem 1962.

## Sevärdheter

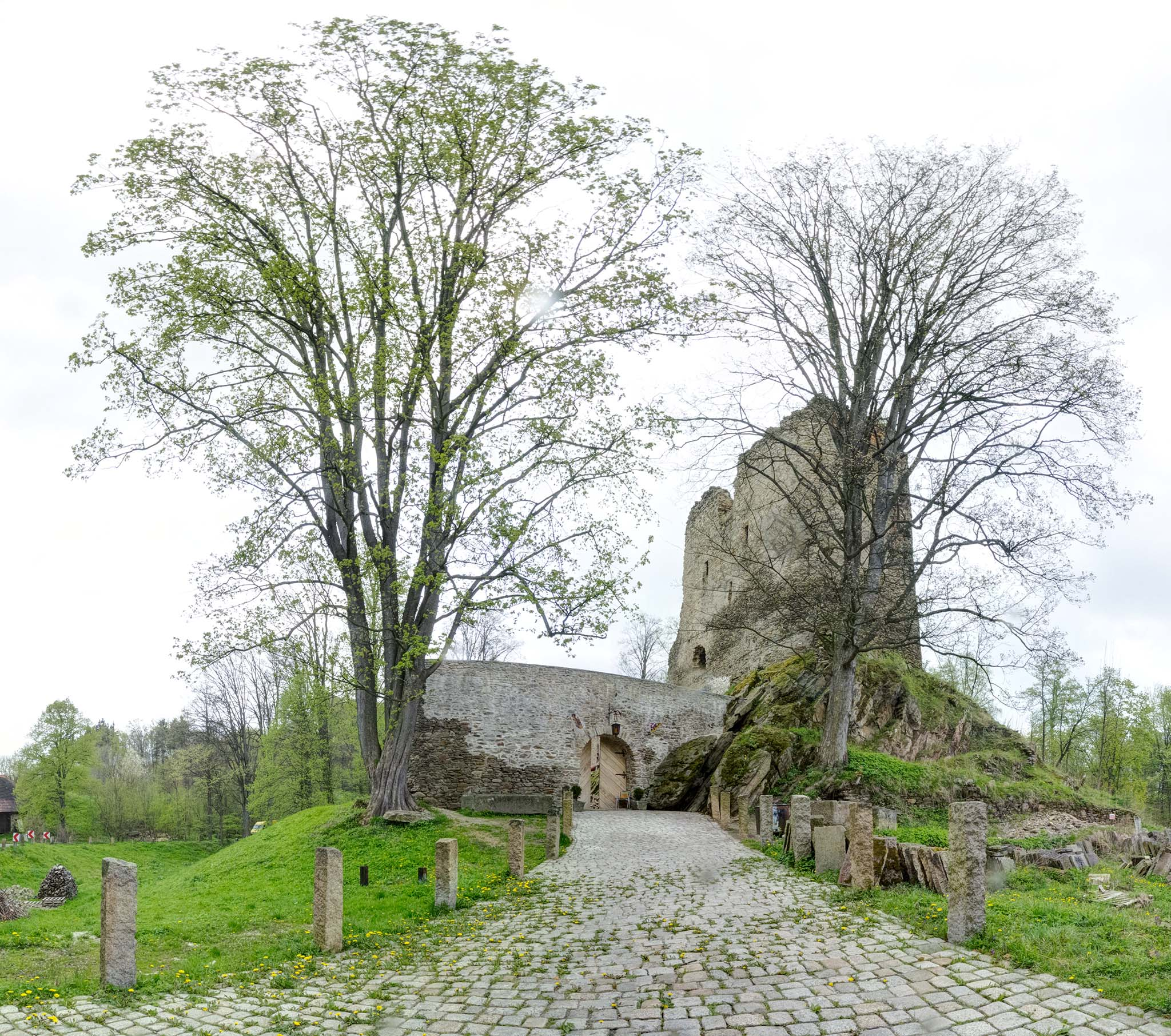
Świecies slottsruin.
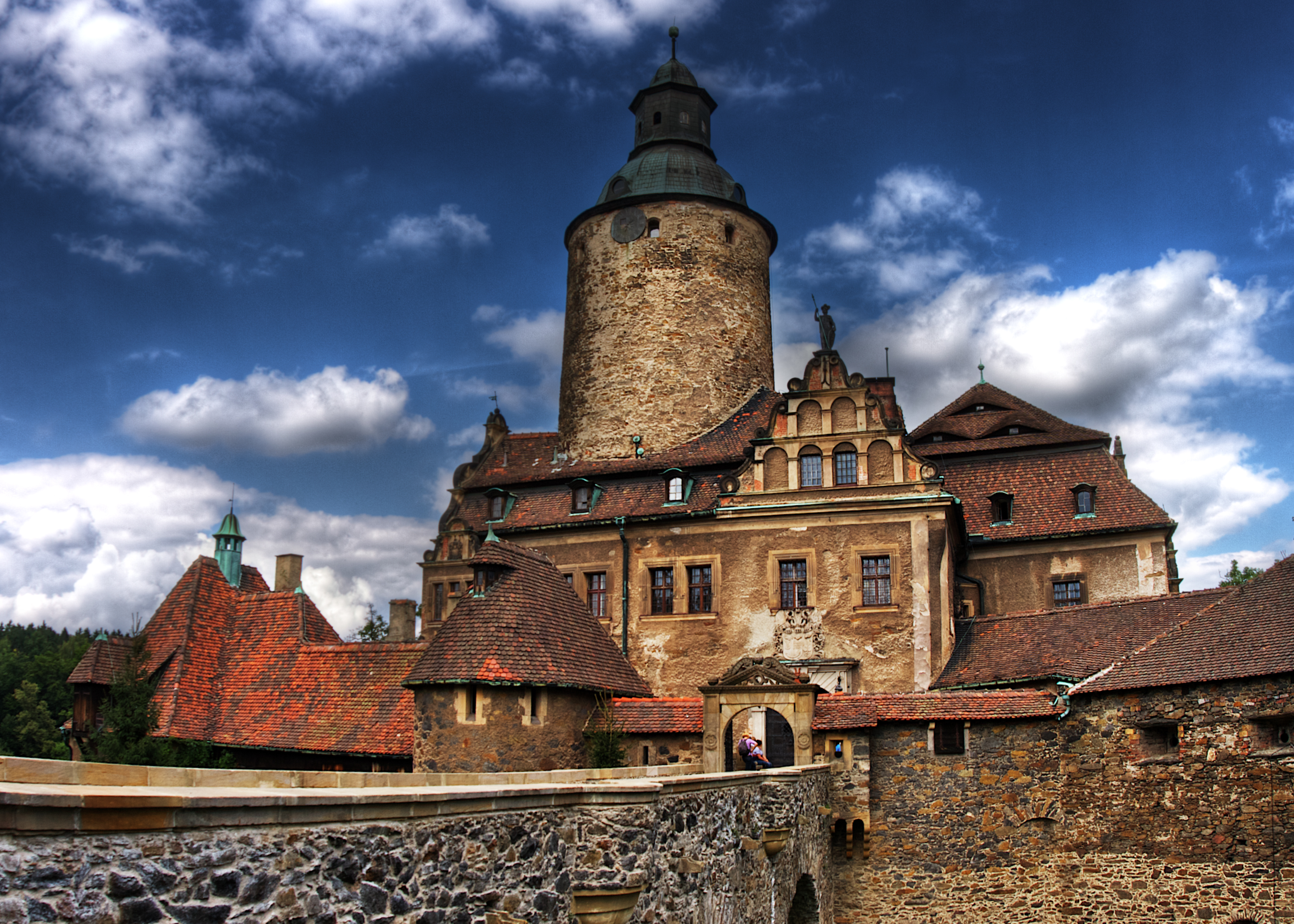
Czochas slott.
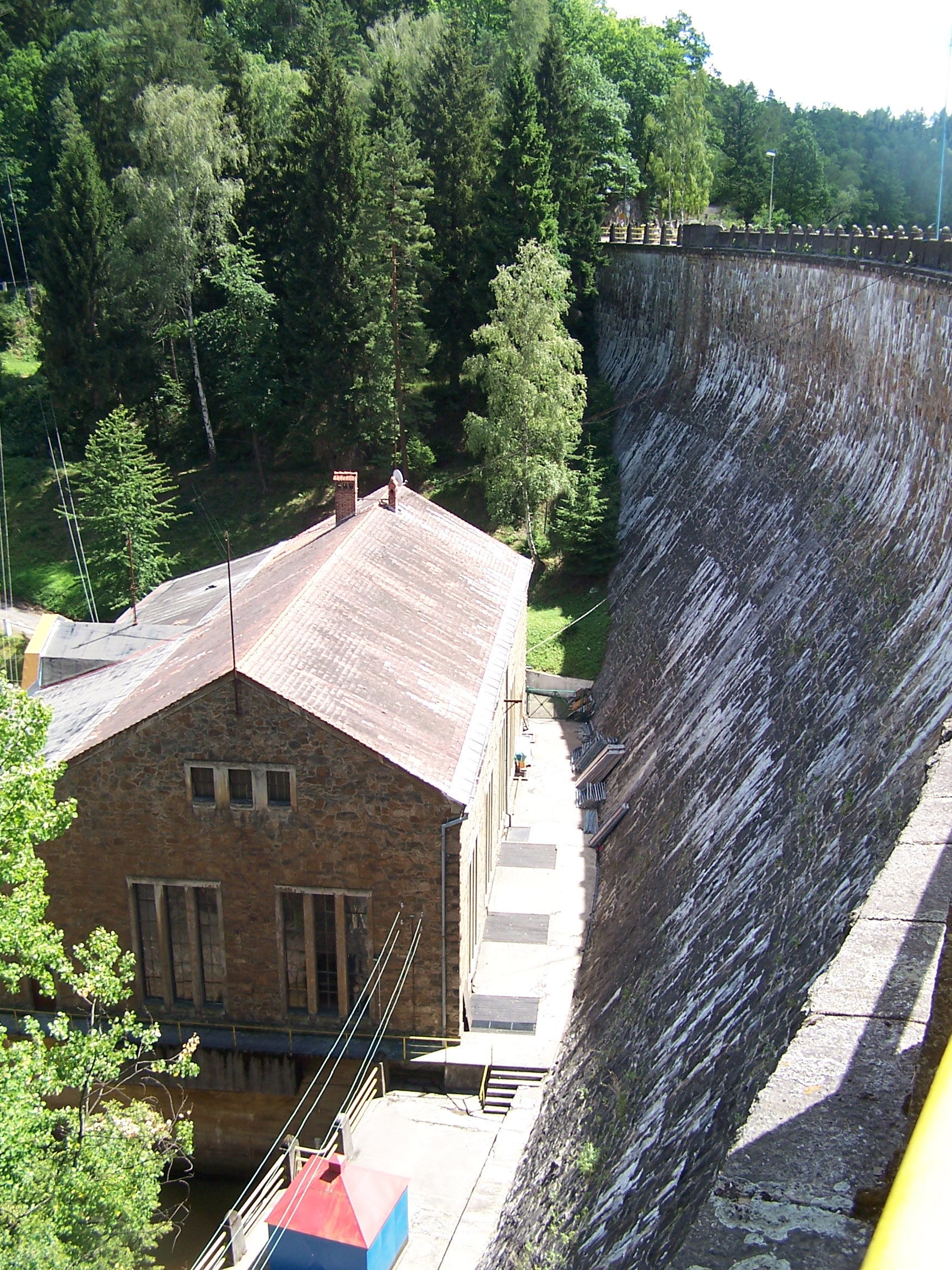
Złotnikidammen.
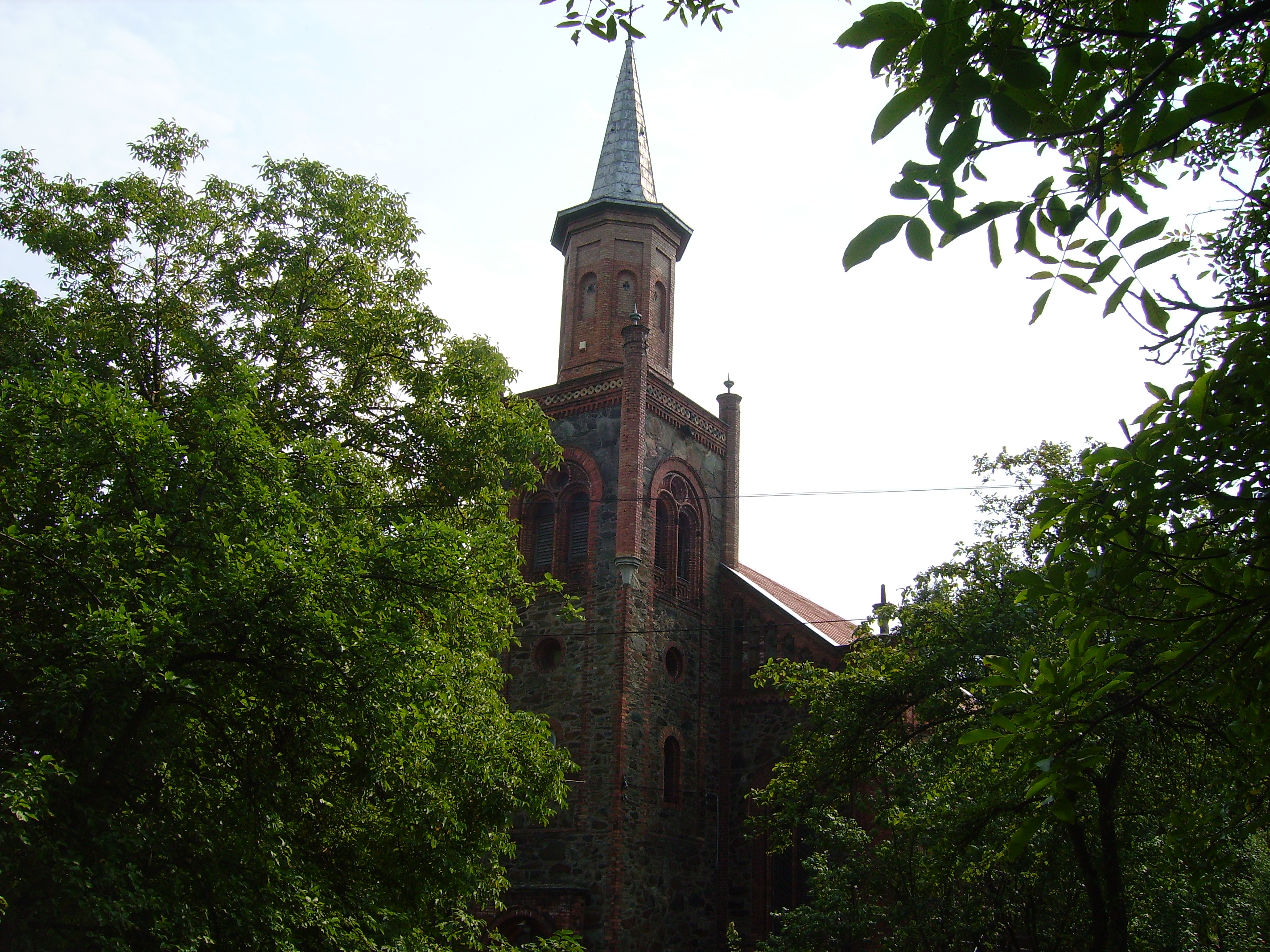
Johanneskyrkan.

- S:t Johanneskyrkan från 1500-talet, uppförd på platsen för en medeltida kyrka och ombyggd 1852/53 i nyromansk stil.
- Kristus konungen-kyrkan (Kościół Chrystusa Króla), den tidigare protestantiska Trefaldighetskyrkan, uppförd i slutet av 1500-talet och ombyggd  i barockstil 1702–1719. Efter andra världskriget övertogs kyrkan av en katolsk församling.
- Gravkapell från början av 1800-talet vid kyrkogården.
- Barockrådhuset från 1699, flera gånger ombyggt, senast 1925.
- Historiska borgarhus vid stora torget med valvgångar.
- Świecies slottsruin.
- Czochas slott.
- Leśnadammens vattenkraftverk.
- Złotnikidammen.
- Borgberget, med lämningar av Leśnas medeltida borg.

## Kommunikationer
Staden är ändstation för en sidojärnvägslinje från Lubań, som sedan 1990-talet endast används för godstrafik till det närbelägna stenbrottet.